# Jasper Deeter
Jasper Deeter (Mechanicsburg, 31 luglio 1893 – Media, maggio 1972) è stato un attore e regista statunitense.

## Biografia
Deeter esordì come filodrammatico, dopodiché entrò nei Provincetown Players, un gruppo teatrale sperimentale che produsse molte delle commedie di Eugene O'Neill a New York. Diede la sua interpretazione più riuscita nel ruolo di Smithers in L'imperatore Jones (The Emperor Jones, 1920), di Eugene O'Neill.Deeter è accreditato di aver convinto il drammaturgo a scegliere un attore afroamericano, Charles Sidney Gilpin, nel ruolo principale di Brutus Jones
.
Dopo la separazione dai Provincetown Players, per i quali, peraltro, nel 1926, curò l'allestimento di Nel seno di Abramo (In Abraham's Bosom) di Paul Green, e ormai in possesso di una buona esperienza e capacità anche come regista, fondò a Rose Valley, in Pennsylvania lo Hedgerow Theatre che, inaugurato nel 1923 con Candida di George Bernard Shaw, giunse ben presto a raggiungere un repertorio di oltre 200 titoli.
All'iniziativa di Deeter si deve la prima mondiale della riduzione scenica di una delle opere più importanti di Sherwood Anderson, I racconti dell'Ohio (Winesburg, Ohio, 1934) e alla sua scuola si formarono o si perfezionarono attori come Ann Harding, Van Heflin e Richard Basehart.
Nel 1958 Deeter apparve nel ruolo del volontario della Difesa Civica nel classico cult Fluido mortale, e nel 1959 ebbe un ruolo da protagonista nel thriller fantascientifico Delitto in quarta dimensione.